# Videó (fogalom)

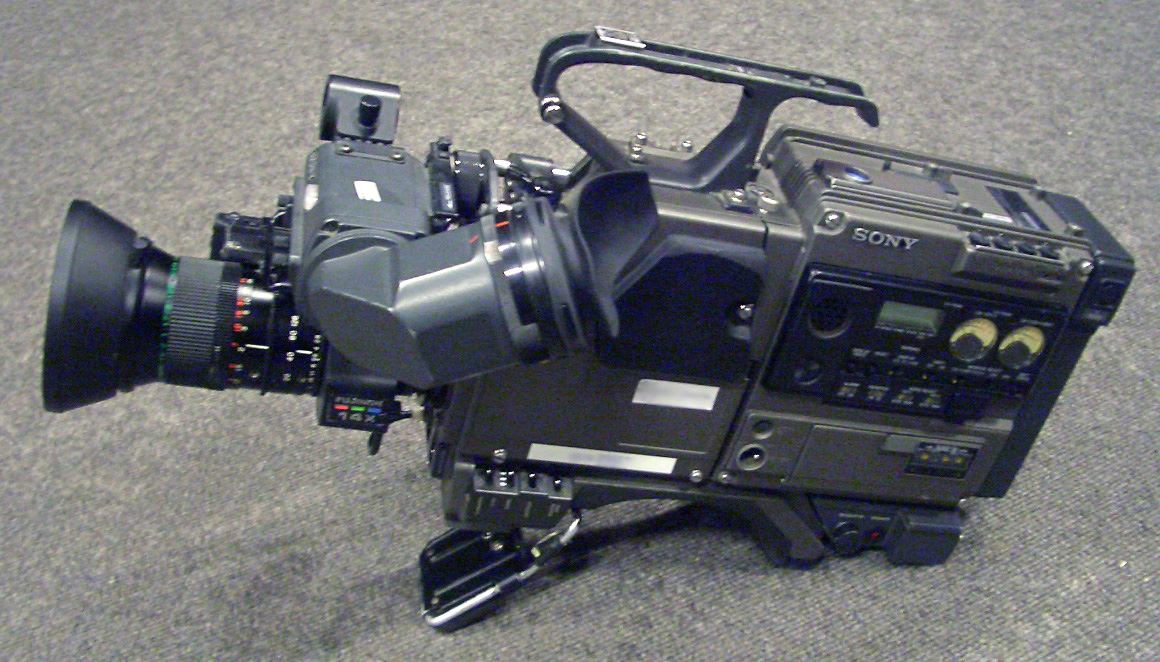
Betacam SP Kamera

A videó elektronikus eszköz a mozgó vizuális média rögzítésére, másolására, lejátszására, sugárzására és megjelenítésére. A videót először mechanikus televíziós rendszerekhez fejlesztették ki, amelyeket gyorsan felváltottak a katódsugárcsöves (CRT) rendszerek, amelyeket később többféle típusú síkképernyős kijelző váltott fel.
A videorendszerek a kijelző felbontásában, képarányában, frissítési gyakoriságában, színbeli képességeiben és egyéb tulajdonságaiban különböznek. Analóg és digitális változatok léteznek, és számos adathordozón hordozhatók, például mágnesszalag, optikai lemez, számítógépes fájl és stream formájában.
A videofelvételeket különböző eszközökkel készítik, például videokamerával, digitális fényképezőgéppel vagy okostelefonnal.
A videó témakörébe tartoznak még a videofelvételeket készítő/lejátszó eszközök, például a videokamera, a videomagnó vagy a monitor.
A szó a latin video (lát) szóból származik, ez a szó pedig a görög ideo/eido szavakból származik, amelyek jelentése ugyanaz: lát.